# Luchthaven Ålesund, Vigra
Luchthaven Ålesund, Vigra is een Noorse luchthaven op ongeveer 10 km ten noorden van Ålesund, op het eiland Vigra. Ze wordt uitgebaat door de Noorse staatsonderneming Avinor. De luchthaven is vanuit de stad bereikbaar via een tunnel onder de zee.

## Geschiedenis
Het vliegveld werd geopend in 1958. In 1986 werd het huidige terminalgebouw in gebruik genomen, evenals de verlengde startbaan en de tunnel naar Ålesund. Daarvoor moest men veerboten nemen naar het eiland.
Tot 1998 was Braathens S.A.F.E. de enige maatschappij die regelmatige vluchten vloog op de luchthaven, hoewel Norwegian Air Shuttle vanaf 1994 een aantal regionale vluchten in opdracht van Braathens uitvoerde.
In 2012 wordt de luchthaven bediend door Scandinavian Airlines dat Braathens in 2001 heeft gekocht, Norwegian.com en airBaltic, dat op Riga vliegt. Sinds april 2013 vliegt KLM Cityhopper tweemaal daags vanaf Schiphol naar Vigra.

## Statistieken
In 2011 werden er in totaal 13.896 vliegbewegingen en 928.411 passagiers (transitpassagiers inbegrepen) geteld.